# Лісістрата (п'єса)
«Лісістрата» — комедійна п'єса давньогрецького поета і драматурга Аристофана, 411 до н. е. Була поставлена на Ленеях 411 до н. е. під ім'ям Калістрата. Назва твору походить від головної дійової особи Лісістрати (досл. «та, що розбороняє війська» або «та, що припиняє походи»), яка підіймає жінок усієї Греції на боротьбу за мир. У композиційному відношенні «Лісістрата» — одна з найдосконаліших комедій Аристофана.
Убачаючи у війні причину стількох лих для своїх земляків, Аристофан закликав у багатьох своїх комедіях до миру. Вже саме ім'я головної героїні вказує на тему та розв'язку твору: воно означає приблизно «переможниця військовиків», «та, що припиняє походи» чи «та, що розпускає війська».

## Тема та ідея
У комедії «Лісістрата» Аристофан, як і в «Ахарнянах» і «Мирі», відстоює ідею миру, вкрай необхідного афінянам після катастрофічного розгрому сицилійської експедиції в 413 до н. е. Тема цього ж миру подана в буфонно-комічній формі: страйки жінок, які відмовляють у пестощах і ласках своїм чоловікам, щоб змусити їх припинити братовбивчу війну.

## Проблематика
- Відстоювання миру й прав жінки в суспільстві.
- Співчуття жінкам-матерям.
- Права народу на самостійне вирішення долі.

## Характеристика образів
Лісістрата — молода, гарна жінка, котра зрозуміла, що
| ..Для Еллади цілої єдиний порятунок у жінках лише! ..Від нас залежить доля міста нашого, а ні — пропасти всім пелопоннесянам! ..Коли усе жіноцтво об'єднається, — всі беотіянки, пелопоннесянки і ми, — Елладу разом ми врятуємо! |
| --- |

## Дійові особи
- Лісістрата, Калоніка, Мірріна — афінянки.
- Лампіто, спартанка.
- Хор старих.
- Стрімодор, Дракет, Філург — їх провідці.
- Хор жінок.
- Стратілліда, їх провідця.
- Афінський радник.
- Кілька жінок.
- Кінесій, чоловік Мірріни.
- Слуга і дитина Кінесія.
- Спартанський вісник.
- Спартанські й афінські посли.
- Скіфи, вартові.
- Афіняни.

## Сюжет
Лісістрата («Та, що розпускає військо») й усі грекині заприсяглися не спати з чоловіками, поки ті не укладуть мир. Жінки захоплюють Акрополь і відбивають напад хору старих. Після тривалих суперечок і різноманітних сцен, у яких головна героїня з труднощами утримує товаришок від порушення вірності даної ними присяги, укладається мир і чоловіки здобувають назад своїх дружин, а здвоєний хор афінян і спартанців співає гімни у славу миру.
Лісістрату, поставлену в рік олігархічного перевороту, відрізняє відсутність особистої та політичної сатири, хоча в цілому ця комедія залишається політичним фарсом. Твір насичений непристойностями, то відвертими, то прихованими. Надзвичайно милий і переконливий образ Лісістрати.

Ця комедія стала однією з найцікавіших пам'яток світової літератури, ще й тому, що провідною в ній є ідея активної протидії війні, права народу самостійно вирішувати свою долю, щире співчуття жінкам — дружинам і матерям чоловіків-воїнів. Так, відповідаючи на закиди (представника афінської влади), що, мовляв, вона втрутилася не у свою справу, оскільки жінки у війні участь не беруть («Радник: Ну, чого б то мішатися вам до війни?»). Лісістрата в'їдливо, але цілком резонно відповідає:
```
                                                                А ти сам, проклятущий, не знаєш?
                                                                Та вона в печінках нам подвійно сидить!
                                                                Ми у муках синів породили,
                                                                А ще тяжче у військо нам їх виряджать!
                                                                                              
Переклад Бориса Тена
```

Врешті решт супротивні сторони схиляються перед жіночим ультиматумом, і по всій Елладі запанували мир і дружба. (За Ю. І. Ковбасенком)

## Цікаві факти
- 44. «У жовтожарих сукнях…» — Шафраново-жовтий колір був улюбленим кольором грецьких модниць.
- 45. Кіммерійський хітон — жіночий одяг з прозорого матеріалу.
- 81. У грецькому оригіналі спартанка Лампіто розмовляє на лаконському (дорійському) діалекті, який український перекладач передає деякими діалектно-стилістичними особливостями української мови.
- 83. У Стародавній Спарті звертали увагу не тільки на фізичне виховання чоловіків, а й жінок.
- 88—89. Мова йде про косметичні заходи беотянок.
- 139. «…Посейдон з човном його». — Йдеться про міф про Посейдона і дочку царя Салмонея Тіро, яка, зійшовшись із богом морів у човні, народила двох синів.
- 173. Трієра — корабель з трьома ярусами весел.
- 184. Міська варта в Афінах складалася переважно з рабів скіфського походження, через те жінки доручають обов'язки з охорони порядку скіф'янці.
- 488. Пародіювання обряду військової присяги.
- 192. Жертву з нутрощів коня приносили Посейдонові; античний коментатор гадає, що жінки-змовниці наслідують приклад амазонок, які практикували присягу на нутрощах білого коня.
- 196. Фасійське вино — вино з острова Фасоса — вважалося одним з найкращих сортів вин.
- 202. Під жертовним кабаном йдеться про жбан з вином.
- 262. Йдеться про статую Афіни, яку створив славетний Фідій.
- 270. Жінка Лікона — якась Родія, жінка великої краси, але поганої репутації. Нападали на неї й інші комедіографи, зокрема Евполід.
- 301. Лемнійський вогонь — вулкан на о. Лемносі (нині погаслий), в якому, за міфом, були розташовані кузні бога вогню Гефеста.
- 315. Самоських полководців — стратегів, які взимку 412—411 р. до н. є. встановили на острові Самосі демократичну владу.
- 407 і далі. Радник вказує на те, що обговорення питання про експедицію на Сицилію супроводилось лиховісними прикметами: воно відбувалося під час свят Адоніса і Сабазія, культ яких був особливо поширений серед жінок.
- 417. Жовч Холозіга. — Демострат, який агітував за фатальний похід на Сицилію, походив з роду Бузігів. Аристофан перекручує його родове ім'я на Холозіг (ніби «Жовчний») для гри слів; грецьк. слово «холос» — «жовч», «злоба».
- 541. «А війна — чоловіча турбота» — крилата фраза, яка належить Гектору, герою Троянської війни («Іліада», VI. 492).
- 585. Терей (див. Словник імен і назв) став синонімом дикості та жорстокості.
- 602. Далекозорий Аристофан радить надати політичні права метекам і союзникам, щоб згуртувати їх довкола Афін.
- 623 і далі. Медяник, пов'язка і вінок — атрибути похоронного обряду в античних греків. Медяник повинен був задобрити потворного пса Кербера, що пильнував вхід до підземного царства, вінок символізував завершення життєвого шляху людини.
- 655 і далі. Пародія на улюблену в Афінах застольну пісню про Гармодія та Арістогітона, які з метою вбити тиранів Гіппія і Гіпарха принесли мечі на всенародне свято, заховавши їх під віття мірту.
- 665 і далі. Перелік свят, в яких брали участь афінські дівчата. Семирічні дівчатка допомагали старшим жінкам ткати для Афіни шерстяний пеплос — розкішне вбрання (через те вони називалися арефори — «вовноносильниці»). Дівчата, яким сповнилося десять років під час свят на честь Артеміди в Бравроні, одягнені в яскраво-золотисті хітони, зображали ведмедиць і молилися богині, щоб вона не гнівалась за те, що колись вбито її улюблену ведмедицю. Нарешті дівчата (т. зв. «канефори» — «кошиконосильниці») на врочистій процесії під час Панафінеїв несли на головах кошики. Саме вони увічнені на фризі Парфенону в Афінах.
- 677. Мідійський скарб предків — безсмертна слава, яку здобули греки в мідійських, тобто перських війнах.
- 681. Котурни — взуття з товстою підошвою, яке носили трагічні актори античної Греції, щоб видаватися вищими на зріст.
- 712. Езопова байка про Жука. Див. «Мир», прим, до р. 130.
- 737. Печера Пана знаходилась на схилі Акрополя, недалеко від Пропілеїв.
- 745. Мілетська шерсть високо цінувалася в торгівлі.
- 758. Жінка звертається до опікунки породіль Іліфії з проханням затримати розродження; пологи на священному місці (тут — на Акрополі) вважалися оскверненням місць, присвячених богам.
- 767. Шолом священний — шолом богині Афіни.
- 774. За повір'ям, на Акрополі гніздилася священна змія Афіни, охоронниці міста. Побачити змію наяву чи уві сні означало, що людину спіткає лихо.
- 776. Сов (сичів) в Афінах було безліч; тому-то там виникла приказка: «Сову в Афіни нести» — тобто робити щось зайве.
- 786 і далі. Приклад одного з пророцтв, які поширювалися в роки Пелопоннеської війни.
- 850. Храм богині Деметри — Хлої стояв на південному схилі Акрополя.
- 928. Клепсідра — джерело в гроті Пана, яке тече ще й тепер.
- 955. Йдеться про ароматичну олію для косметичних цілей.
- 1006. Лаконське берло — рід шифрованого листа в Спарті (т. зв. скітала); лист писався на спірально обмотаному довкола палиці ремені або пергаменті, а адресат прочитував його, відмотавши одержаний ремінь на палицю такої ж величини й товщини.
- 1114. Герми — погруддя бога Гермеса, які стояли на перехрестях вулиць в Афінах. За декілька днів до відплиття афінських військових кораблів на Сицилію у 415 р. невідомі люди вночі порозбивали їх. Одним з винуватців цього святотатства вважали Алківіада.
- 1150—1152. Лісістрата вказує на місцевості, які мають загальногрецьке патріотичне значення: Дельфи (Піфо) зі славнозвісним храмом і оракулом Аполлона, Фермопіли (Піли) — міжгір'я, уславлене героїчною смертю загону спартанців з Леонідом на чолі, і Олімпія, де відбувалися Олімпійські ігри.
- 1161—1165. Аристофан устами Лісістрати наводить приклади дружби афінян і спартанців. Згадується про відправлення з Афін загону гоплітів під керівництвом Кімона для придушення антиспартанського повстання в Мессенії в 464—462 рр. до н. є. і про допомогу спартанців афінянам у скиненні тиранії Гіппія в 510 р. до н. є.
- 278—1284. Згадуються спільні ратні подвиги афінян і спартанців у війні з персами, зокрема морська битва біля миса Артемісій на Евбеї і героїчна оборона Фермопіл у 480 р. до н. є.
- 1308. Іей — епітет Аполлона.
- 1325. Владичиця в мідному храмі — Афіна.
- 1336. Вродлива донька Леди — Єлена Прекрасна, через яку виникла Троянська війна.
- 1340. Вчені припускають, що кінець комедії не зберігся. Після виступу хору лакедемонян слід було чекати відповіді хору афінян або об'єднаного завершального хору.